# Албано-ізраїльські відносини

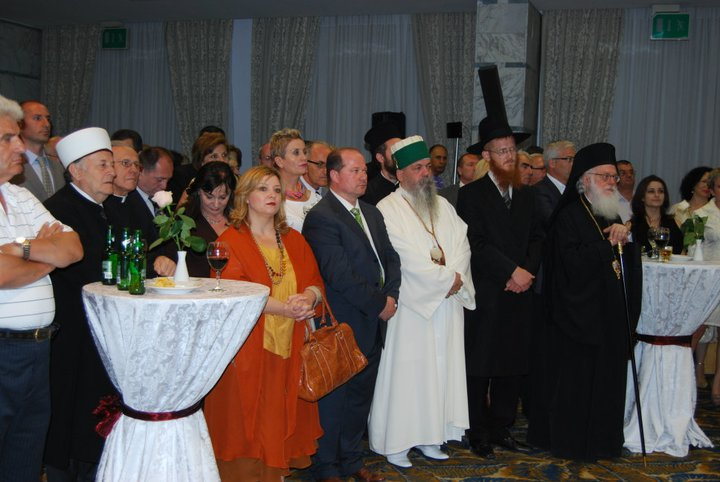
Відзначення 63-ї річниці Ізраїлю в Албанській синагозі

Албано-ізраїльські відносини — двосторонні дипломатичні відносини між Албанією та Ізраїлем. Дипломатичні відносини між країнами встановлено 20 серпня 1991 року. Албанія визнала державу Ізраїль в 1949 році. Албанія має посольство в Тель-Авіві, а Ізраїль має посольство в Тирані.

## Історія
Албанія була єдиною європейською країною, окупованою державами осі під час Другої світової війни, в якій до кінця Другої світової війни було більше євреїв, ніж до її початку.
Албанці захищали не лише євреїв своєї країни, але й надавали притулок євреям із сусідніх країн. Вони відмовлялися складати списки євреїв, які проживали в країні. Замість цього вони забезпечували їхні родини підробленими документами і допомагали їм розчинитись серед албанського населення. Близько 1200 єврейських біженців з інших балканських країн були заховані в албанських сім'ях під час Другої світової війни, згідно з офіційними даними.
1999 року Ізраїль прийняв з Косово понад 100 албанських біженців під час Косовської війни, надав їм першу медичну допомогу, харчування та проживання.